# Prekno
Prekno falu Horvátországban, Varasd megyében. Közigazgatásilag  Zamlacsszentvidhez tartozik.

## Fekvése
Varasdtól 4 km-re délnyugatra, községközpontjától Vidovectől 2 km-re keletre a 35-ös főút mellett a Drávamenti-síkságon fekszik. A község második legkisebb települése.

## Története
1880 és 1900 között Prekno, 1910 és 1991 között Prekna néven szerepel a statisztikákban. 
A falunak 1857-ben 93, 1910-ben 157 lakosa volt. A falu 1920-ig Varasd vármegye Varasdi járásához tartozott, majd a Szerb-Horvát Királyság része lett.  2001-ben a falunak 47 háza és 201 lakosa volt.